# Eleanor Marx

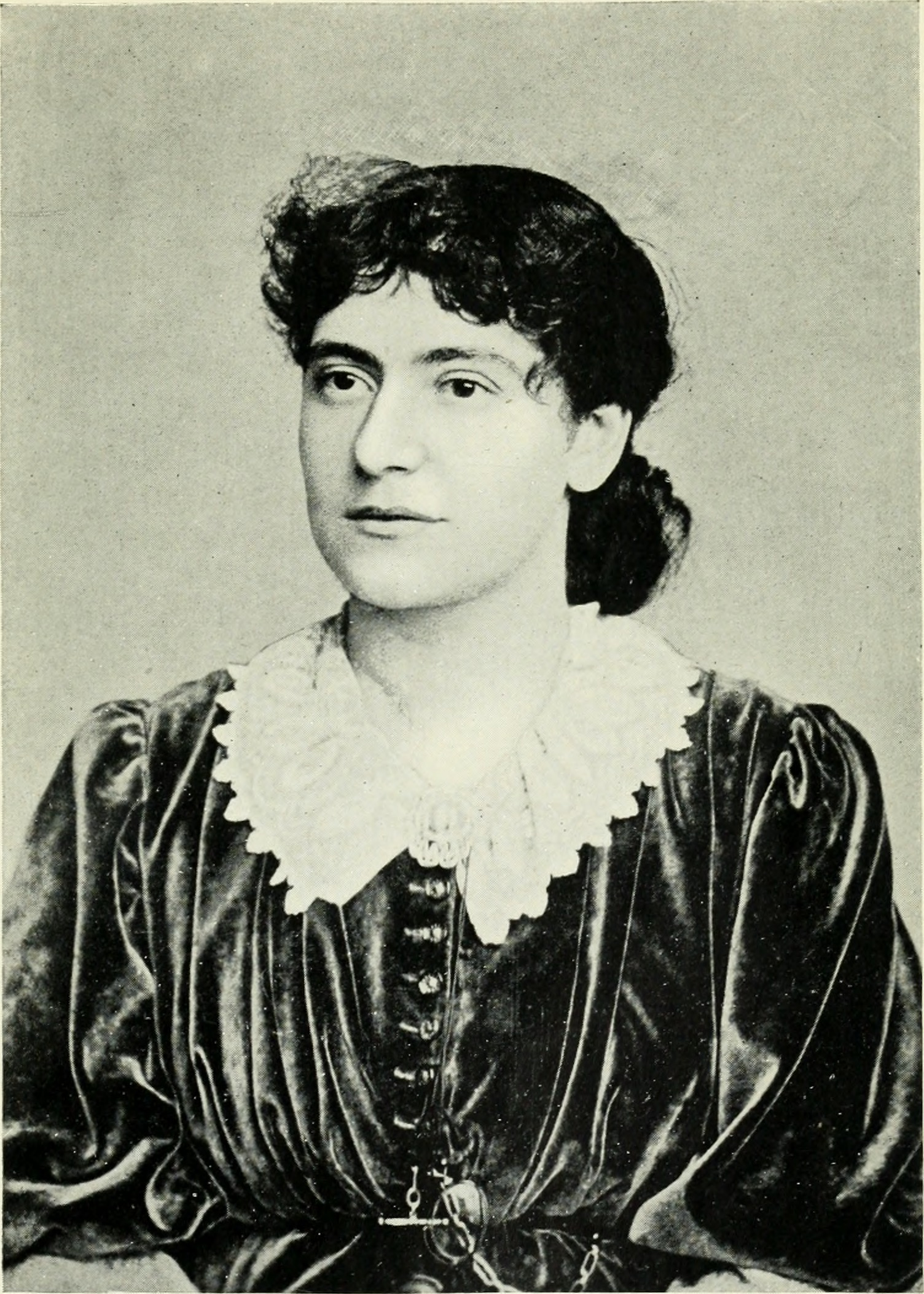
Eleanor Marx Aveling (1886)

Jenny Julia Eleanor Marx (* 16. Januar 1855 in London; † 31. März 1898 ebenda) war eine deutsch-englische Sozialistin, Publizistin, Vortragsrednerin und Übersetzerin. Sie war die jüngste Tochter von Jenny und Karl Marx. Nach Pussy, der Hauskatze der Familie Marx, nannte sich Eleanor Marx auch Tussy, was von der Familie, Freunden und Bekannten übernommen wurde. Ab Sommer 1884 nannte sie sich Eleanor Marx Aveling.

## Leben

Friedrich „Frederick“ Engels und sein Freund Karl Marx (stehend); vorn Marx’ Töchter Laura, Eleanor und Jenny (vor Juni 1864)

### Kindheit, Arbeit für den Vater
Eleanor Marx wurde in der räumlich beengten Wohnung der Familie Marx in der Dean Street in Soho geboren. Vermutlich besuchte sie ab Herbst 1861, wie zuvor ihre älteren Schwestern Jenny und Laura, eine Grundschule – wenn auch nicht regelmäßig. Bereits mit acht Jahren las sie Werke der Weltliteratur. Wie zuvor schon ihre Mutter Jenny Marx stellte Eleanor Marx ihr Leben in den Dienst ihres Vaters, des Philosophen, Protagonisten der Arbeiterbewegung sowie Religions- und Kapitalismuskritikers Karl Marx, der über die Geburt seiner dritten Tochter zunächst wenig erfreut gewesen war, sie aber später, nach dem Tod seines Sohnes Edgar, verwöhnte und mit ihr über Kunst, Religion, Politik und seine kommunistische Lehre diskutierte. Ihrem Großonkel Lion Philips teilte sie brieflich (um 1863/1864) ihre politischen und militärischen Ansichten mit und befragte ihn nach seinen Einschätzungen der politischen Lage. Als etwa Dreizehnjährige war sie häufig zu Gast bei Friedrich Engels in Manchester. Ihre erste Reise nach Frankreich machte sie 1867 mit ihren zwei Schwestern nach Bordeaux, wo sie Sommergäste von Paul Lafargue waren. Um 1869 sympathisierte sie mit der irischen Freiheitsbewegung der Fenier und verfolgte die Entstehung der deutschen Sozialdemokratischen Arbeiterpartei. Im April 1871 unternahm Eleanor Marx mit ihrer Schwester Jenny ihre dritte Reise nach Frankreich, wo sie die nun mit Lafargue verheiratete Laura besuchten. Nachdem Laura Lafargue, Jenny und Eleanor Marx im August 1871 in Bagnères-de-Luchon von der Gendarmerie aufgegriffen wurden, mussten sie auf Anordnung des Polizeipräfekten Émile de Kératry und des Generalprokurator Delpech nach England zurückkehren. Im September 1872 begleitete sie ihren Vater als Helferin zum Kongress der Internationalen nach Den Haag. Im darauffolgenden Frühjahr wurde sie als Lehrerin im Mädchenpensionat der Miss Hall in Brighton tätig, bis sie wieder erkrankt von ihrer Mutter nach Hause geholt wurde. Als ihr Vater während der Krankheit von Jenny Marx ab 1880 eine Sekretärin brauchte, stellte Eleanor Marx ihren eigenen Berufswunsch als Schauspielerin zurück und wurde die Assistentin („Sekretärin“) ihres Vaters: Sie erledigte seine Korrespondenz, ordnete Bücher und Manuskripte, übersetzte seine Texte ins Englische und dolmetschte für ihn. Noch 1880 und 1881 hatte sie Bühnenauftritte, etwa im Theater eines Liebhabervereins, doch Karl Marx unterstützte diese Karriere nicht. Erst nach dem Tod ihres Vaters wagte sie sich wieder als Schauspielerin auf die Bühne. Sie engagierte sich bei der Shakespeare-Gesellschaft, wo sie unter Anwesenheit ihrer Familie, Friedrich Engels’, August Bebels und des russischen Sozialisten und politischen Flüchtlings Leo Hartmann auch 1880 als Rezitatorin von Der Rattenfänger von Hameln in der Version von Robert Browning aufgetreten war, und übersetzte für diese etwa den Vortrag Das epische Element bei Shakespeare von Delius.
Im Jahr 1882 trennte sie sich nach zehn Jahren von ihrem Verlobten Prosper-Olivier Lissagaray, den sie im Mai 1872 auf einem Bankett in Modena Villas kennengelernt hatte. Unglücklich darüber, dass diese Verbindung von ihrem Vater, der sich immer unsensibel gegenüber den Leiden seiner Tochter gezeigt hat und hier zudem ein Heiratsverbot erlassen hat, abgelehnt wurde, litt sie zeitweise unter anderem an „Nervenzerrüttung“, Appetitlosigkeit oder Magersucht und ließ sich wegen Schlaflosigkeit behandeln. Im Jahr 1874 war sie von der Mitinitiatorin der Londoner Medizinischen Fakultät für Frauen Elizabeth Garrett Anderson behandelt worden, die das Karlsbader Wasser empfahl. 1874 und 1876 begleitete Marx ihren Vater bei Besuchen in Karlsbad, wo sie den Breslauer Professor Heinrich Graetz kennenlernte. Zwischen 1881 und 1883 pflegte sie ihren schwerkranken Vater.

### Politische Aktivistin
Erst nach Karl Marx’ Tod im März 1883 im Londoner Exil wurde sie selbst politisch aktiv. Sie profilierte sich als politische Aktivistin und sozialistische, auch im Ausland Vorträge haltende Agitatorin und spielte bei den Vorbereitungen zur 1889 in Paris erfolgten Gründung der Zweiten Internationale und in der englischen Gewerkschaftsbewegung eine wichtige Rolle. Sie wirkte entscheidend mit bei der Gründung der Gewerkschaft der Gaswerker und der ersten Gewerkschaft der ungelernten Arbeiter und half beim Aufbau der englischen Trade-Unions-Bewegung mit. Wilhelm Liebknecht verband ihren Namen untrennbar mit den Erfolgen des Maschinenarbeiterstreiks 1889 und des siegreichen Docker-Streiks von 1890. Im Jahr 1891 sprach sie auf dem zweiten Kongress der Zweiten Internationale in Brüssel als Vertreterin der englischen Gasarbeiter (gasworker) zum Achtstundentag.
Sie begann sich zunehmend mit den Verhältnissen im „Lumpenproletariat“ und denen des jüdischen Proletariats im Londoner Eastend zu beschäftigen, lernte Jiddisch und behauptete schließlich stolz: „Ich bin eine Jüdin.“ Zudem engagierte sich Marx für Arbeiterfrauen und publizierte, etwa in Commonweal und 1886 in The Woman Question, gegen deren Unterdrückung im System der Klassenherrschaft.
Neben ihrem politischen Engagement verwaltete sie den Nachlass ihres Vaters. Sie hatte, von Engels bestätigt, das Verfügungsrecht über die Hinterlassenschaft ihres Vaters, darunter 250 Pfund Sterling und der umfangreiche literarische Nachlass, den sie sichtete und ordnete. Sie machte sich vor allem bei der Sammlung und Herausgabe der vielen kleinen Schriften und Zeitungsbeiträge ihres Vaters einen Namen. Vom Londoner Literaturblatt The Critic wird sie als „eine englisch-deutsche George Sand“ bezeichnet. Als Mitarbeiterin der Freidenker-Zeitschrift Progress verfasste sie dem Andenken Karl Marx’ gewidmete Artikel, etwa einen Aufsatz zur Mehrwerttheorie. Sie war auch Korrespondentin des Parteiblattes Vorwärts.

### Verhältnis zu Edward Aveling

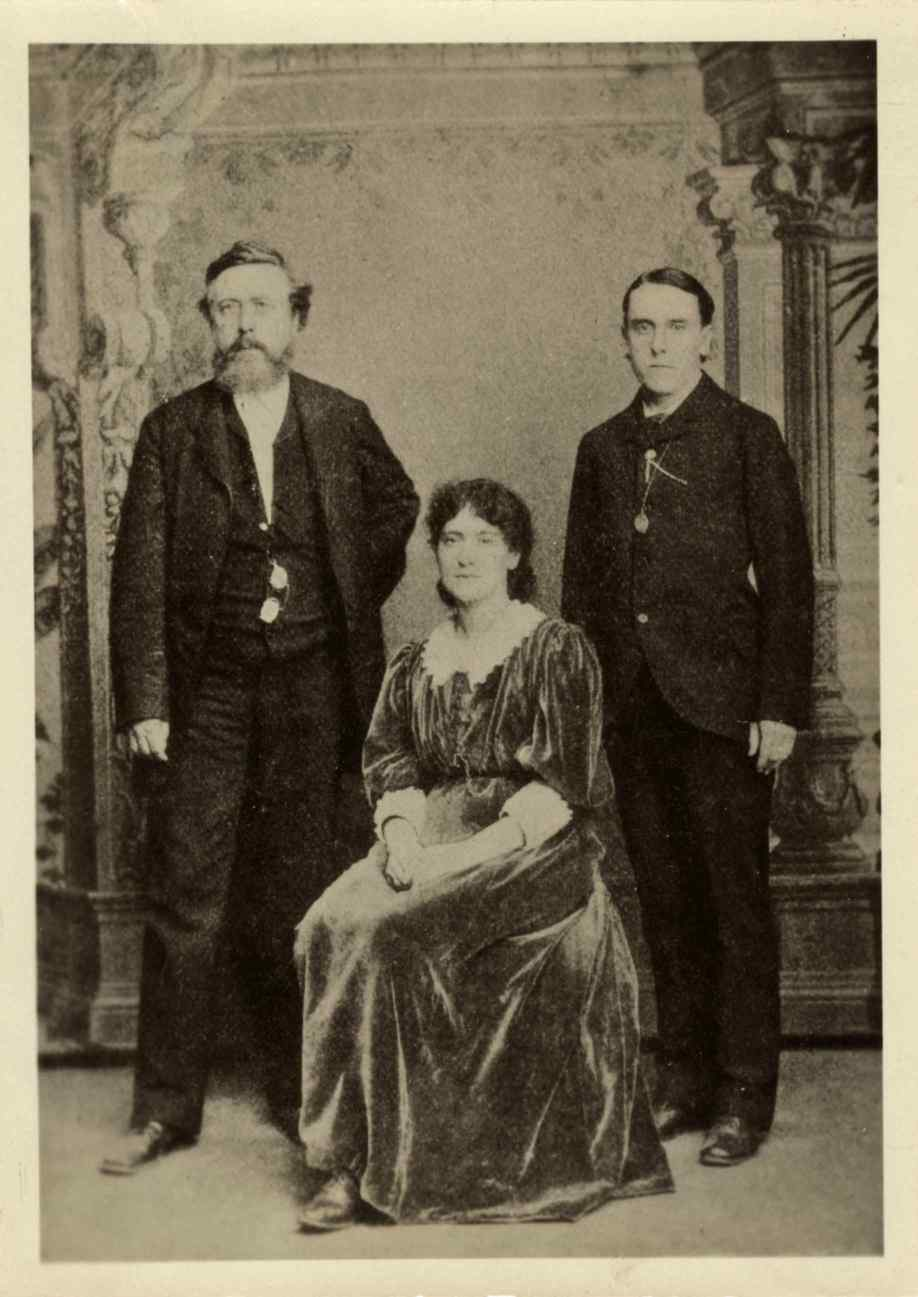
Eleanor Marx mit Wilhelm Liebknecht und Edward Aveling rechts neben Eleanor. Fotografie während der Amerika-Reise 1886.

Eleanor lebte nach ihrem Eintritt in die von Henry Hyndman geleitete Social Democratic Federation (SDF), die erste sozialistische Partei im Vereinigten Königreich, und einer intensiven Zusammenarbeit mit dem promovierten Sozialisten Edward Aveling ab Mitte 1884 mit diesem zusammen, der seit zehn Jahren von seiner Frau getrennt lebte und den sie selbst ihren husband („Ehemann“) nannte. Aveling war bei ihren Freunden und ihrer Familie (mit Ausnahme von Engels) sehr unbeliebt, unter anderem weil er ständig Schulden machte. Die Verbindung mit Eleanor war auch nicht immer glücklich; er betrog sie. So verschwieg er ihr seine Hochzeit mit der Schauspielerin Eva Frye am 8. Juni 1897 und es gelang ihm, diese Heirat ihr gegenüber geheim zu halten. Bei einem Bruch mit Eleanor Marx hätte er im Falle ihres Todes das für ihn vorgesehene Erbe riskiert. Dennoch verteidigte Eleanor ihn immer gegen alle Anwürfe.
1884 nach der Spaltung der SDF gründete sie nach Beratung mit Engels zusammen mit William Morris und ihrem Lebensgefährten die – im Gegensatz zur SDF – streng marxistisch ausgerichtete Socialist League. In deren Monatsorgan Commonweal publizierte Eleanor mehrfach. Im Herbst 1886 war sie zusammen mit Aveling und Wilhelm Liebknecht auf einer Geldgeber-Tour durch die USA, um die SAPD, die Vorgängerpartei der SPD, zu unterstützen und für die Arbeiter-Opfer des Haymarket Riot Spenden zu organisieren.
1889 war sie Delegierte beim Gründungskongress der II. Internationale in Paris, 1890 englische Delegierte und einzige Frau in Halle an der Saale beim ersten Parteitag der deutschen Sozialdemokraten nach Aufhebung der Sozialistengesetze.
Eleanor Marx pflegte viele Freundschaften, unter anderem zu der Schriftstellerin, Sozialistin und Feministin Olive Schreiner und zu George Bernard Shaw, der sie, anwesend bei einer Lesung bei Eleanor Marx in deren Wohnung in der Great Russell Street, in ihren Theater-Ambitionen bestärkte und der sie in seinem Stück The Doctor’s Dilemma (uraufgeführt 1906 in London) in der Figur der Jennifer, die Frau des Merkmale Avelings zeigenden Malers Dubedat, porträtiert. Im November 1887 hatte Eleanor Marx eine Hauptrolle (die der einen alten Mann heiratenden Jeannie) im Theaterstück By the Sea von Edward Aveling auf, erhielt jedoch verheerende Kritiken. Der Abfall ihres Freundes Eduard Bernstein von der Lehre Karl Marx’ erbitterte sie.

### Letzte Jahre, Tod und Bestattung
Nachdem Friedrich Engels am 5. August 1895 gestorben war und ihr 9000 Pfund Sterling hinterlassen hatte, kaufte sich Eleanor Marx ein kleines, The Den („die Höhle“) genanntes Haus im Londoner Stadtteil Sydenham. Tief erschüttert war sie, nachdem sie zunächst von einem Juristen und dann am Sterbebett von Engels erfuhr, dass Engels nicht der Vater von Helena Demuths Sohn Frederick war, der als Säugling weggegeben wurde und später das Marxsche Haus nur durch den Dienstboten-Eingang betreten durfte, sondern Karl Marx. Sie suchte daraufhin den Briefkontakt zu dem ungelernten Arbeiter Frederick „Freddy“ Demuth.
Eleanor Marx, die ihren Vater bereits in jungen Jahren idealisiert und dessen Wertsystem übernommen hatte, litt an einer Nervenkrankheit, auch längere Kuraufenthalte brachten keine Linderung. Sie sprach von Suizidgedanken. Im Alter von 43 Jahren nahm sie sich, nachdem Edward Aveling fluchtartig das Haus (die „Höhle“) verlassen hatte, am 31. März 1898 mit Blausäure, die sie sich durch das Dienstmädchen Gerty Gentry zusammen mit Chloroform bei einem Apotheker beschafft hatte, das Leben. Die amtliche Leichenschau fand am 2. April in der Park Hall in Sydenham bei London statt.
Einige behaupteten, dass der Auslöser ein Brief gewesen sei, den sie kurz zuvor bekommen hatte. Der Brief ist nicht erhalten.  Viele vermuteten (z. B. Eduard Bernstein und Victor Adler), dass sie sich das Leben nahm, weil sie von einer zweiten Ehe Edward Avelings mit der jungen Schauspielerin Eva Frye erfuhr, die er im Juni 1897 unter dem falschen Namen Alec Nelson geschlossen hatte. Tatsache ist, dass sie Aveling, der im Januar 1898 erneut schwer erkrankt war, über zwei Monate intensiv pflegte, so dass sie die Kenntnis von seiner verheimlichten Heirat sehr überraschte – ein Betrug, den sie wohl nicht überwinden konnte. Wilhelm Liebknecht schrieb in seinem Nachruf im Wahren Jacob: „[…] endete sie durch eigenen Entschluss, durch die eigene Hand. Nicht durch eigene Schuld.“
Die Umstände ihres Suizids waren Gegenstand zahlreicher Artikel in der zeitgenössischen Presse. Die New York Times berichtete in ihrer Ausgabe vom 3. April 1898 in ihrem Nachruf auf „Mrs. Marx-Aveling“:

„Sie war ein sehr empfindliches Kind und wurde bis zu ihrem fünften Lebensjahr ausschließlich mit Milch ernährt. Bereits als kleines Mädchen beschäftigte sie sich mit Shakespeare und wurde Mitglied der Shakespeare-Gesellschaft. Als Heranwachsende half sie ihrem Vater bei seinen literarischen Aktivitäten. Als 1871 in Paris die Commune ausgerufen wurde, schickte man sie und ihre Schwester auf eine Mission nach Südfrankreich. Sie führte Unterlagen mit sich, die sie bei Entdeckung in große Schwierigkeiten hätten bringen können. Französische Soldaten umstellten das Haus, in dem sie sich aufhielt, und sie versteckte die Papiere zwischen alten Besitzurkunden. Nach dem Scheitern der Commune wurde das Haus ihres Vaters in London ein wichtiger Treffpunkt für französische Flüchtlinge. Sie verlobte sich mit Lissegeray, dem Autor einer Arbeit über die Commune, aber die Verlobung hielt nicht, und sie begleitete ihren Vater auf seinen Reisen auf dem europäischen Kontinent. Nach dem Tod ihres Vaters heiratete sie Dr. Aveling und kam mit ihm und Liebknecht 1886 in dieses Land [gemeint sind die USA] und hielt einen Vortrag bei einem Treffen von Sozialisten, Anarchisten und Kommunisten im Brommer’s Park, New York. Sie unternahmen eine Lesereise durch das Land. Mrs. Aveling war eine gute Sprachwissenschaftlerin und arbeitete als Übersetzerin auf den Arbeiterkongressen in Paris, Brüssel, Zürich und London. Sie schrieb und übersetzte zudem Artikel für die Arbeiterliteratur. Es wird erzählt, dass häusliche Probleme aufgrund der fehlenden Zuneigung durch ihren Ehemann auftraten, und ihre Freunde sehen darin die Ursache für ihren Suizid.“

Da ihr Lebensgefährte Edward Aveling keinen Anspruch auf ihre Urne erhob, wurde diese bis 1920 in einem sozialistischen Parteibüro, das Büro der Sozialdemokratischen Föderation im Gebäude der späteren Marx Memorial Library, aufbewahrt. 1920 brachte man sie ins Hauptquartier der Kommunistischen Partei Großbritanniens. Als 1921 die Polizei das Hauptquartier durchsuchte, wurde die Urne ohne einleuchtenden Grund beschlagnahmt, später jedoch in die Marx Memorial Library zurückgebracht. 
Erst als das Grab von Karl Marx auf dem Highgate-Friedhof am 23. November 1954 verlegt wurde, bestattete man Eleanors Urne in dieser neuen Grabstelle. Man setzte auch ihren Namen auf das neue Grabmal, das am 14. März 1956 feierlich eingeweiht wurde.

### Eintragung in dasConfession bookihrer Schwester Jenny
Eleanor trug sich am 20. März 1865 folgendermaßen ein:
| Frage                                                              | Antwort                                      |
| ------------------------------------------------------------------ | -------------------------------------------- |
| Deine Lieblingstugend (Your favourite virtue)                      | Wahrhaftigkeit (Truth)                       |
| … beim Mann (… in man)                                             | Mut (Courage)                                |
| … bei der Frau (… in woman)                                        | [nicht beantwortete Frage]                   |
| Dein wichtigster Charakterzug (Your chief characteristic)          | Neugierde (Curiosity)                        |
| Deine Auffassung vom Glück (Your idea of happiness)                | Champagner (Champagne)                       |
| … vom Unglück (… of misery)                                        | Die Zahnschmerzen (The toothache)            |
| Laster, das Du am meisten entschuldigst (The vice you excuse most) | Den Müßiggänger spielen (Playing the truant) |
| …, das Du am meisten verabscheust (… you detest most)              | Eves' Prüfungsbücher (Eves' Examiner)        |
| Deine Abneigung (Your aversion)                                    | kaltes Hammelfleisch (Cold mutton)           |
| Lieblingsbeschäftigung (Favourite occupation)                      | Turnen (Gymnastics)                          |
| Dichter (Poet)                                                     | Shakespeare (Shakespeare)                    |
| Prosa-Autor (Prose writer)                                         | Kapitän Marryat (Captain Marryat)            |
| Held (Hero)                                                        | Garibaldi (Garibaldi)                        |
| Heldin (Heroine)                                                   | Lady Jane Grey (Lady Jane Grey)              |
| Blume (flower)                                                     | alle Blumen (All flowers)                    |
| Farbe (Colour)                                                     | weiß (White)                                 |
| Namen (Names)                                                      | Percy, Henry, Edward                         |
| Deine Lieblingsmaxime und Motto (Favourite maxim and motto)        | Immer vorwärts (Go a head)                   |

## Schriften

### Bücher (Auswahl)
- Edward Aveling, Eleanor Marx Aveling: The Factory Hell. Socialist League Office, London 1885
- Edward Aveling, Eleanor Marx Aveling: The Woman Question. 1886. Fouth Thousend. Swan Sonnenschein / Lowrey & Co., London 1887 (Reprint: Die Frauenfrage. The woman question. Verlag für die Frau, Leipzig 1986)
- Edward Aveling, Eleanor Marx Aveling: Shelley’s Socialism. two lectures. London 1888
- Edward Aveling, Eleanor Marx: The Chicago anarchists. A statement of facts. London 1887 (Reprinted from: To-day, November, 1887)
- Israel Zangwill, Eleanor Marx: „A doll’s house“ repaired. London (Reprinted from: „Time“, March, 1891)
- The working class movement in America. By Edward & Eleanor Marx Aveling. 2. ed. enl. Sonnenschein, London 1891 (Social science series 23) Digitalisat
- Die Arbeiterclassen-Bewegung in England. Übers. von Gertrud Liebknecht. Mit einem Vorwort von Wilhelm Liebknecht. Wörlein & Comp., Nürnberg 1895
- Karl Marx: Revolution and Counter – Revolution or Germany in 1848. Edited by Eleanor Marx Aveling. George Allen & Company / Charles Scribners’ sons, London 1896[23]
- Karl Marx: The Eastern question. A reprint of letters written 1853–1856 dealing with events of the Crimean war. Edited by Eleanor Marx Aveling and Edward Aveling. Sonnenschein & Co. Ltd., London 1897 Digitalisat
- Die Arbeiterclassen-Bewegung in England. In: Volks-Lexikon. Nachschlagebuch für sämmtliche Wissenzweige mit besonderer Berücksichtigung der Arbeiter-Gesetzgebung, Gesundheitspflege, Handelswissenschaften Sozial-Politik. Hrsg. von Emanuel Wurm. Zweiter Bd. Wörlein & Comp., Nürnberg 1897, S. 1236 ff.
- Karl Marx: Value, price, and profit. Addressed to working men. Edited by Edward Aveling and Eleanor Marx Aveling. London 1898
- Karl Marx: Secret diplomatic history of the eighteenth century. Edited by Edward Aveling and Eleanor Marx Aveling. London 1899
- Karl Marx: The story of the life of Lord Palmerston. Edited by Edward Aveling and Eleanor Marx Aveling. London 1899.

### Aufsätze (Auswahl)
- Edward Aveling / Eleanor Marx Aveling: Die Arbeiterbewegung in Amerika. In: Die Neue Zeit. Revue des geistigen und öffentlichen Lebens. (1887), Heft 8, S. 355–362.
- Edward Aveling / Eleanor Marx Aveling: Die Lage der Arbeiterklasse in Amerika. In: Die Neue Zeit. Revue des geistigen und öffentlichen Lebens. (1887), Heft 6, S. 241–246 und Heft 7, S. 307–313.
- Edward Aveling / Eleanor Marx Aveling: Shelley als Sozialist. In: Die Neue Zeit. Revue des geistigen und öffentlichen Lebens. (1888), Heft 12, S. 540–550.
- Edward Aveling / Eleanor Marx Aveling: Die Kuhjungen. In: Die Neue Zeit. Revue des geistigen und öffentlichen Lebens. (1889), Heft 1, S. 35–39.
- Friedrich Engels. In: Sozialistische Monatsschrift. 2. Jg., Wien Nr. 10 vom 30. November 1890
- Edward Aveling / Eleanor Marx Aveling: Die Wahlen in Großbritannien. In: Die Neue Zeit. Revue des geistigen und öffentlichen Lebens. 1891–1892, 2. Bd. (1892), Heft 45, S. 596–603.
- Edward Aveling / Eleanor Marx Aveling: Shelley und der Sozialismus. In: Die Neue Zeit. Revue des geistigen und öffentlichen Lebens. 1891–1892, 2. Bd. (1892), Heft 45, S. 581–588 und Heft 46, S. 609–618.
- Der böse Maitag. In: Die Neue Zeit. Revue des geistigen und öffentlichen Lebens. 1893–1894, 2. Bd. (1894), Heft 30, S. 122–128 und Heft 31, S. 156–160.
- Wie Lujo Brentano zitirt. In: Die Neue Zeit. Revue des geistigen und öffentlichen Lebens. 1894–1895, 1. Bd. (1895), Heft 9, S. 260–266.
- Karl Marx – Lose Blätter. In: Österreichischer Arbeiter-Kalender für das Jahr 1895, S. 51–54.
- Laura Lafargue, Eleanor Marx – Aveling: Briefe und Schriften von Karl Marx. In: Die Neue Zeit, XIV. Jg. 1. Band. 1895/96, S. 121. Digitalisat
- Ein Brief des jungen Marx. In: Die Neue Zeit. Revue des geistigen und öffentlichen Lebens. 1897–1898, 1. Bd. (1898), Heft 1, S. 4–12.

### Übersetzungen (Auswahl)
- Lissagaray: History of the Commune of 1871. Translated from the French of Lissagaray by Eleanor Marx Aveling. Reeves / Turner, London 1886
- Gustave Flaubert: Madame Bovery. Provincial manners. Translated from the French. Vizetelly & Co., London 1886
- Henrik Ibsen: An Enemy of Society. Walter Scott Publishing Co., London 1888
- Henrik Ibsen: The Lady from the Sea. Fisher T. Unwin, London 1890
- Henrik Ibsen: The Wild Duck: A Drama in Five Acts. W.H. Baker, Boston 1890
- Eduard Bernstein: Ferdinand Lassalle as a social reformer. Translated by Eleanor Marx Aveling . Swan Sonnenschein & Co., London / New York 1893 (Social science series)
- G. Plechanov: Anarchism and Socialism. Translated by Eleanor Marx Aveling. Twentieth Century Press, London 1895

## Film
- Miss Marx, Italien/Belgien 2020, Spielfilm mit Romola Garai in der Rolle der Eleanor Marx, Regie: Susanna Nicchiarelli.[24]